# 中華航空140便墜落事故
中華航空140便墜落事故（ちゅうかこうくう140びんついらくじこ、中: 中華航空140號班機空難）は、1994年（平成6年）4月26日20時12分19秒に発生した航空事故。
中正国際空港（現：台湾桃園国際空港）発名古屋空港（現：名古屋飛行場、通称：小牧空港）行き中華航空140便（エアバスA300B4-622R、コールサイン：Dynasty 140）が名古屋空港への着陸進入中に墜落し、乗員乗客271人中264人が死亡した。
この事故は、中華航空（現：チャイナエアライン）が起こした事故としては最悪のもので、日本の航空史上でも日本航空123便墜落事故（死者520人）に次ぐ惨事となった（平成最悪の航空機事故）。エアバスA300型機で発生したものとしては、イラン航空655便撃墜事件（死者290人）、アメリカン航空587便墜落事故（死者265人）に次いで3番目に死者数が多い事故となっている。

## 当日の140便

### 事故機

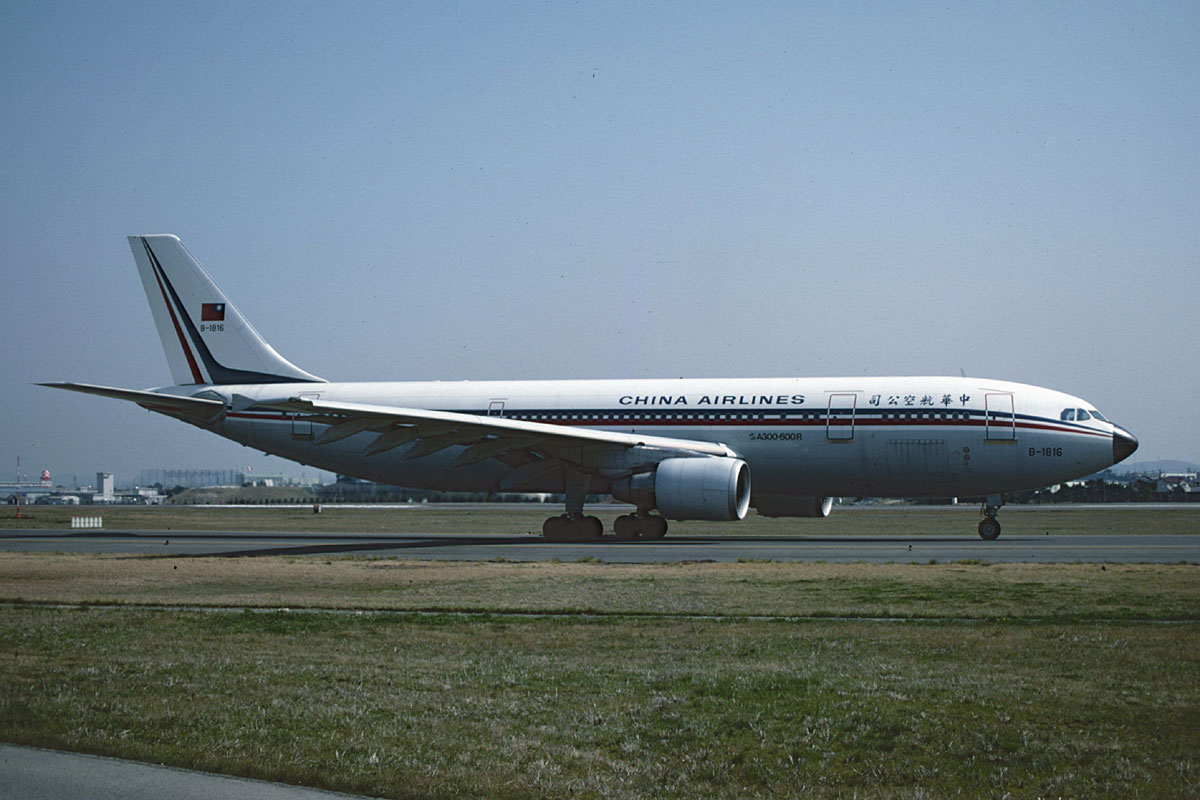
1993年4月に撮影された事故機

事故機のエアバスA300B4-622R（B-1816）は、1991年1月29日に製造され、約8,570時間の飛行を行っていた。エンジンは、プラット・アンド・ホイットニー社製のPW4158を2基搭載しており、左エンジン（第1エンジン）は5,780時間、右エンジン（第2エンジン）は8,780時間使用されていた:20-21。

### 乗員乗客

140便の座席表、怪我の度合い等を示している

機長は42歳男性。総飛行時間は8,340時間で、内1,350時間がA300によるものだった。副操縦士は26歳男性。総飛行時間は1,624時間で、内1,033時間がA300によるものだった。客室乗務員は13人おり、乗客は幼児2人を含む256人が搭乗していた。乗客の内153人が日本人で、63人が台湾人だった。日本人乗客の多くはパッケージツアーからの帰国の途にあった 。

## 事故の経緯

### 離陸後
140便は、UTC8時53分（JST17時53分）に中正国際空港を離陸し、9時14分頃に巡航高度である33,000フィート (10,000 m)に到達した。10時47分に降下許可を受け、11時7分にILSによる進入許可を得た:4-6。

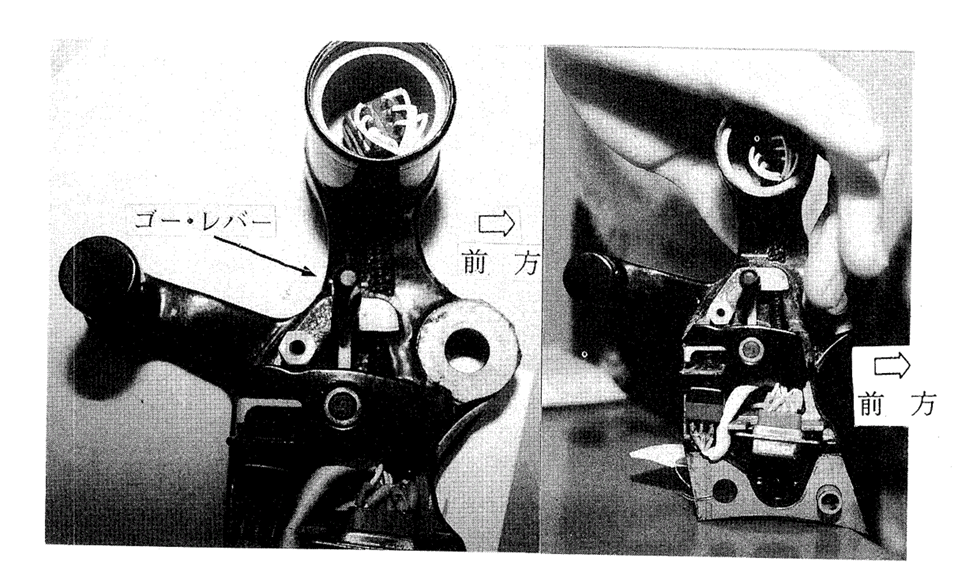
ゴー・レバーとスラストレバーの位置関係

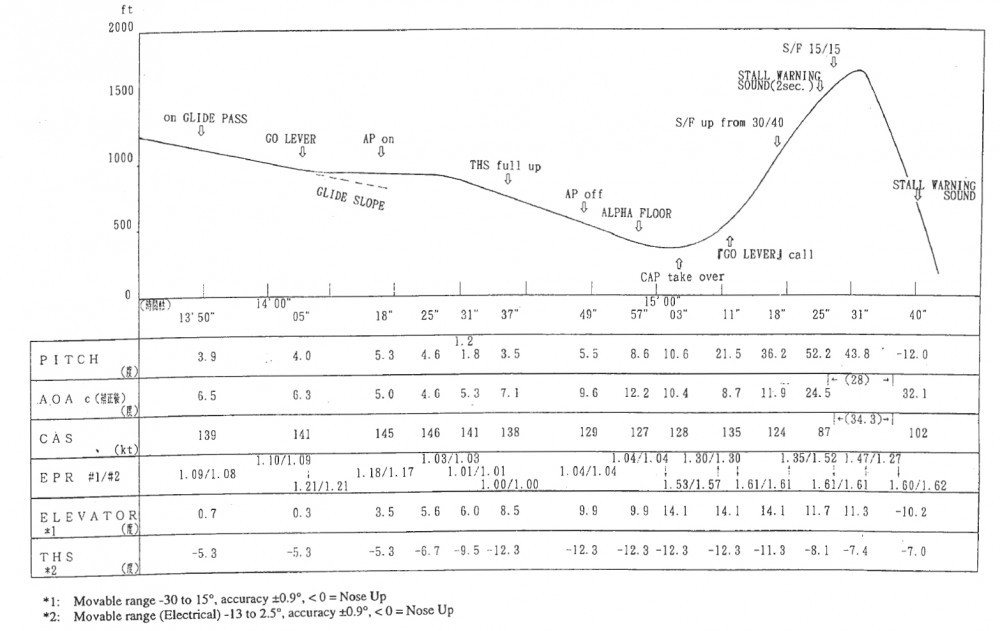
墜落までの経過

進入は副操縦士による、手動操縦で行われていた。11時14分1,070フィート (330 m)付近で副操縦士が、誤ってゴー・レバーを作動させ、自動操縦の着陸復航モードが起動した。これにより、推力が増加し水平安定板も機首上げ位置に動いた。そのため、機体は降下せず水平飛行を開始した。
機長は、副操縦士に着陸復航モードを解除するよう指示し、副操縦士は、着陸経路に戻すため操縦桿を押した。機体は降下を再び開始したものの、着陸復航モードは解除されておらず、水平安定板は-5.3度から機首上げ位置の限界に近い-12.3度まで動いた:4-6。

### 墜落

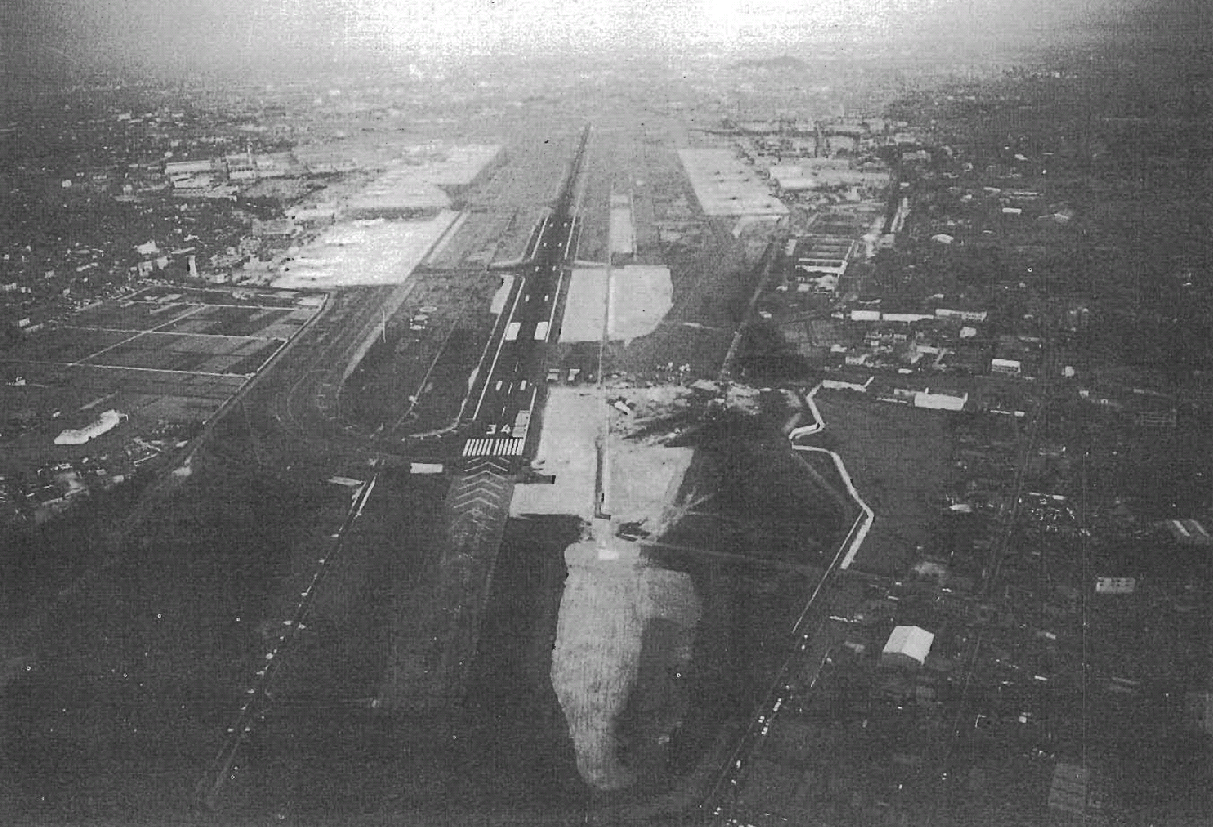
滑走路34の上空から見た墜落現場

11時15分、高度510フィート (160 m)付近で副操縦士がスロットルが固定されたことを告げ、機長が操縦を交代した。機長は、スロットルを引き戻すとともに、操縦桿を強く押した。
11時15分11秒、機長は「ゴー・レバー（GO LEVER）」と呼唱し、副操縦士が名古屋管制に「名古屋管制、ダイナスティ、着陸復航（Nagoya tower Dynasty going around.）」と伝えた。その直後、スロットルが全開になり、機体は急上昇を開始し、1,730フィート (530 m)付近まで上昇した。
最終的にピッチ角は52度まで増加し、対気速度は87ノット (161 km/h)まで減少した。その後、機体は失速して急降下し、11時15分（JST20時15分）45秒に滑走路34から東北東110m地点の着陸帯に墜落した:4-6。

### 救助活動

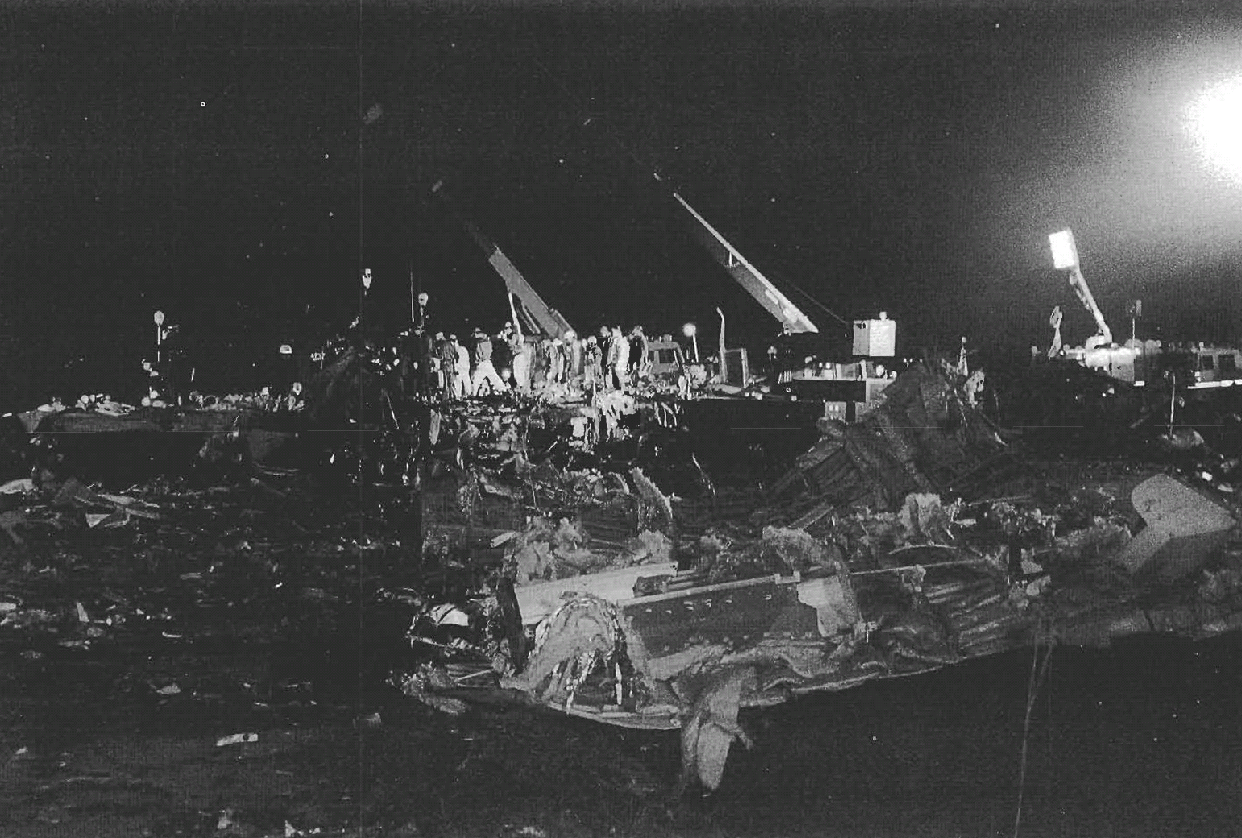
救助活動の様子

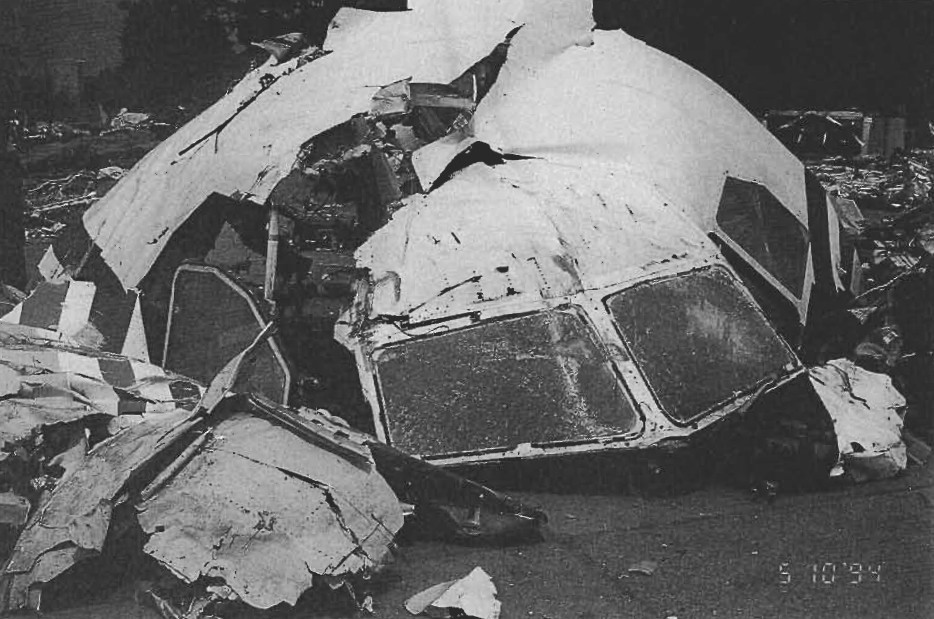
コックピット部の残骸

墜落から1分以内に、管制官が消防へ連絡し、救助活動が開始され、墜落から1時間半ほどで火災は鎮火した。なお、名古屋空港には航空自衛隊小牧基地が隣接しており、当時基地に居た自衛官が救助活動・事故処理などに関わっている。
乗員乗客271人中16人が病院へ搬送されたが、内6人は病院へ着く前に死亡した。当初生存していた10人は、フィリピン人1人、台湾人2人、日本人7人だった。その後、10人中3人がそれぞれ、27日、28日、5月1日に死亡した。生存者7人は全員が機体前方部（座席番号7-15）に着席していた:26-29。救助に当たった医師は、2人の子供が助かったことについて驚いたと話している。
搭乗者の家族や関係者は国際線到着ロビーで救出作業を見守り、以後は国際線出発ロビーが家族の待機場所となった。
現場で収容された遺体は名古屋空港に隣接する小牧基地の格納庫に搬送されて、翌27日早朝から遺体の検分と遺族による確認が行われた。台湾人犠牲者の遺族も27日午後9時頃に名古屋空港に到着して遺体の確認にあたった。
その後、遺体は基地内の体育館に移され、4月30日に確認作業が完了した後、遺族に引き渡された。この間、遺族への配慮などから格納庫と体育館でのマスコミによる直接取材は禁止された（約100メートル後方からの取材）。なお、台湾人犠牲者101名のうち、日本で荼毘に付されたのは12体だった。

## 事故調査

### A300・A310の自動操縦装置に関する問題
エアバスA300と、操縦資格の共通したA300-600・A310では自動操縦に関するトラブルが数件報告されていた:183-186。
- 1985年3月1日、A300-600は自動操縦により降下を行い、機体が設定された4,200フィート (1,300 m)に達したため、自動操縦が降下モードから高度維持モードに切り替わった。しかし、パイロットは、これを自動操縦が解除されたと思い、操縦桿を押し降下を続けようとした。自動操縦は、高度を維持するためトリムを機首上げ位置に動かし、機首は10度近く上がった。パイロットは、推力を絞り機首を下げようとしたが、オートスロットルが推力を増加させたため、機首は24度まで上がった。その後、自動操縦が切り替わったため、機首は下がり、正常な姿勢に戻った。
- 1988年3月18日に、エアバス社は誤って復航モードを選択しても、操縦桿に15kg以上の力を加えれば解除できるようシステムを改良し、A300を運用する航空会社にサービスブリテンを出していた。また、新造機についても適用されることになった。しかし、中華航空は緊急の改修ではないと判断し、大幅な修理等を行う際にシステムを改修することに決定した[3]:186-187[10]。
- 1989年1月9日、A300B4-203FFがヘルシンキ空港への着陸進入中に、高度860フィート (260 m)で副操縦士が誤って、ゴー・レバーを作動させた。自動操縦が復航モードになり、オートスロットルが推力を上げた。機長は、オートスロットルを解除し、機首下げを行った。自動操縦は解除されたもののTHS（Tail Horizontal Stabilizer/水平安定板）は通常の復航時の4倍近い機首上げ位置に動いており、高度は750フィート (230 m)ほどで機体は水平飛行になった。機長は、復航を決断し、自動操縦を復航モードにし、フラップを15度まで上げたところ35.5度の機首上げが発生し、速度が94ノット (174 km/h)まで低下した。副操縦士の操作により、2,250フィート (690 m)付近から姿勢が回復しはじめ、1,540フィート (470 m)で正常な姿勢に戻った。
- 1991年2月11日、インターフルーク機（A310-304）がモスクワ空港へ着陸進入していたところ、1,550フィート (470 m)付近で復航モードを起動した。この時、機体重量が軽かったことから上昇率が高くなったため、パイロットは操縦桿を押した。それにより、昇降舵は14度の機首下げ、水平安定板は-12度の機首上げ状態まで動いた。自動操縦は解除されたものの、水平安定板はそのままになったため、機首が88度まで上がり速度は30ノット (56 km/h)まで低下した。4,327フィート (1,319 m)で失速し1,487フィート (453 m)まで降下した。その後も、急上昇し失速、急降下という状態が数回続き、最終的に8,715フィート (2,656 m)で正常な姿勢に戻った。

### 事故原因
航空事故調査委員会は、報告書で以下の要因が事故に起因したと認定した:95-96。
- 副操縦士がゴー・レバーを作動させたこと
- 復航モードが解除されていない状態で自動操縦をエンゲージし進入を継続したこと
- 副操縦士が機長の指示により操縦桿を押し続けたこと
- 水平安定板と昇降舵が相反する動きをし、アウト・オブ・トリム状態になったこと
- A300にアウト・オブ・トリム状態を知らせる警報装置がなかったこと
- パイロットの、自動操縦のモード変更及びオーバーライド機能に関して理解が足りなかったこと
- 操縦の交代が遅れたこと
- アルファ・フロアがアウト・オブ・トリム状態になっているにもかかわらず、通常通り働き、急上昇したため、回復操作の時間的猶予を狭めたこと
- パイロットが回復操作に適切さを欠いたこと
- パイロット間のクルー・コーディネーションが適切でなかったこと
- 事故機に改修が行われなかったこと
- 改修を促す通告の優先度が低かったこと

### 改修指示等
1994年5月3日民用航空局は、中華航空へエアバス社の手順に従って、改修を受けるよう指示した。また、中華航空のパイロット全員に訓練を受けさせ、再評価をするよう命じた。

## 刑事手続
事故から4日後の1994年4月30日、愛知県警察本部は「名古屋空港中華航空機140便墜落事故事件特別捜査本部」を設置して業務上過失致死傷などの疑いで捜査を開始した。
機長と副操縦士（いずれも事故で死亡）、中華航空の副社長ら4人が書類送検されたが、名古屋地方検察庁は1999年3月19日にいずれも不起訴処分としたことを発表した。機長ら2人については操縦ミスにより墜落したものと断定したが被疑者死亡のため不起訴とした。また、副社長らについては個人の刑事責任を問うのは困難とされた。
1999年5月17日、名古屋空港中華航空機事故遺族会が関係者4人の不起訴処分を不当として検察審査会に審査を申し立てた。検察審査会が2000年1月に不起訴不当の議決を行ったことから、名古屋地検は再捜査を行ったが、同年4月6日に再度不起訴処分としたことで不起訴が確定した。

## 損害補償裁判

### 第一審
当事故の損害賠償請求訴訟への対応は遺族団により異なる。
1995年11月1日、6遺族会が合同原告団（313名）を結成し、中華航空、エアバス社に対して総額257億4000万円余の損害賠償を求めて名古屋地裁に提訴した。この訴訟は日本の航空機事故裁判で運行会社の操縦不適切とメーカーの設計上の欠陥を共同不法行為として提起した最初の事例である。合同原告団に続き、1995年12月12日に日東遺族会、1996年3月8日に幸旅会、同年4月19日に生存者3名と犠牲者4名の遺族らが提訴した。
事故後、中華航空と遺族間で補償交渉が行われたが、中華航空はワルソー条約に基づいて賠償金の上限を280万円に設定しており（当時、ワルソー条約により各航空会社は事故の際の賠償金の上限を280万円から1650万円に設定していた）、事故後に補償額を一律1650万円とする方針を示したが、日本における道路交通事故における賠償額と比較しても補償額が低かったため遺族側は提訴に踏み切った。
遺族団のうち幸旅会は1997年12月12日に、日東遺族会も2002年10月25日に和解した。また、合同原告団の参加者からも和解に応じる遺族が出て、2003年6月13日の結審から判決までの間に79名が和解した。
2003年（平成15年）12月26日に名古屋地方裁判所は「操縦乗員が墜落の危険があることを認識しつつ無謀な行為を継続したことが事故に繋がった」として、改正ワルソー条約25条の責任制限規定（20,000USドル）の適用が排除される「無謀に、かつ損害の恐れを認識して行った」行為に相当するため中華航空は損害の全額を賠償する責任があり、統一原告団232名へ総額50億3297万4414円を支払うように命じた。
中華航空が控訴を見送り、名古屋地裁判決を受け入れることを表明したため、原告団の大半は控訴を取り下げて確定し、その後は日本人7人と台湾人20人が裁判を継続した。
また、2004年5月27日、合同原告団とは別に遺族2名が起こしていた訴訟で、中華航空の過失を認めて1億7700万円の賠償を命じる判決が出され、これにより第一審はすべて終了した。

### 控訴審
2004年12月9日、遺族ら29人が中華航空、エアバス社に対して計6億7000万円余の損害賠償を求めて名古屋高等裁判所に控訴した。2007年（平成19年）4月19日、犠牲者10人の遺族ら27人（日本人5人、台湾人22人）が裁判長の和解勧告に応じてエアバス社に対する訴訟を取り下げ、中華航空側は法廷での謝罪に応じた。中華航空は事故責任を認め、解決金を支払う調停が成立した（金額は公表されておらず、不明）。
一方、遺族2名は裁判を継続することとし、2008年（平成20年）2月28日に名古屋高裁で判決が言い渡された。上告期限の同年3月13日までに双方が上告を見送ったため、すべての裁判が終結した。

## 事故後
当事故の慰霊施設「やすらぎの園」は愛知県春日井市にあり、1997年10月6日に起工式が行われ、翌1998年4月26日に除幕式が行われた。
慰霊式は1995年4月26日に一周忌合同慰霊式が小牧市民会館で開催され、1997年の第4回慰霊式は慰霊施設建設予定地で、1998年の第5回慰霊式は慰霊施設の完成除幕式とあわせて行われ、以後も慰霊式が開催されている。
2014年4月26日には、愛知県春日井市にある追悼施設に遺族ら約300人が集まった。

## 事故を取り上げたテレビ番組
- NHKスペシャル 「ハイテクの死角」 中華航空機事故とコンピューター （NHK総合テレビジョン、1994年11月20日放送）
- メーデー!:航空機事故の真実と真相 第16シーズン第9話 「Deadly Go Round」
  - この放送では、実際に当便に搭乗し、死亡した日本人男性乗客の遺族の男性の証言や、運輸省(当時)事故調査委員会メンバーのインタビューなども放送された。
  - 番組内の調査で、当時の中華航空ではA300のシミュレーターを所有しておらず、乗務員たちは他社のシミュレーターで訓練を実施していたが、訓練に使用したシミュレーターでは操縦桿を操作すると自動操縦が解除される設定になっていたことが判明している。
- ザ！世界仰天ニュース（日本テレビ系、2023年8月15日放送、2024年9月17日再放送）
  - 実際の映像と再現ドラマが放送され、救出された当時3歳だった男の子の救出後から現在までの様子と、その男の子を治療した医師および事故発生当時小牧飛行場に所属していた自衛隊員の証言が放送された。

## 補足
事故当時の中華航空（日本側の日本アジア航空も同じ）の台北〜名古屋線は不定期での運航であり、その後、1994年12月の航空協議で定期運航となった。また当該路線の便名は150便・151便に変更された。
事故直後には、当時事故機と同型機を運航していた日本エアシステム（現日本航空）本社にも取材が殺到したという。
この事故を契機に、翌年、中華航空は日本での呼称を「チャイナエアライン」へ変更した。

### マスコミの対応
事故直後に名古屋空港で民放としては唯一稼動していた東海テレビの情報カメラ（お天気カメラ）が炎上する機体の姿を中継した。当時、東海テレビが加盟しているフジテレビ系列（FNN）では、プロ野球中継・広島対巨人の試合が放送時間内に終わったため、20時40分頃には事故の一報をフジテレビのスタジオから伝えた。その他、21時以降は報道特別番組を組む放送局もあった。なお在名民放5局のうち、テロップの第一報（ニュース速報）で最も速く伝えたのは プロ野球中日ドラゴンズ戦中継を放送していたテレビ愛知である。
NHK総合テレビでは20時39分から1分間ニュースを放送した後に、20時40分から『ドラマ新銀河・企業病棟』を放送したが、20時52分に打ち切り、報道特別番組に移行した。
TBSでは、航空会社を舞台にしたドラマ『スチュワーデスの恋人』を放送中にニュース速報を送出した。速報の字幕は、ドラマ劇中での旅客機の成田空港への着陸と滑走路への進入、管制塔と交信中のコックピット内部場面にスーパーインポーズされたがドラマはそのまま放映続行された。また、劇中の演出としての操縦パネルの扱い、乗務員の私語雑談、それらに対する機長からの注意への反論等、飛行中のコックピットでの場面について安全への配慮に欠けた描写がみられたとしてTBSに抗議の電話が殺到した。その後報道特番に差し替えられ、『ジャングルTV 〜タモリの法則〜』（毎日放送制作）は休止。『筑紫哲也NEWS23』開始まで特番を続けた後、引き続き同番組でもCMを一切挟まずに詳報を伝えた。
テレビ朝日系では、21時台から報道特番に差し替え、22時からの『ニュースステーション』で詳しく放送、名古屋テレビの山崎昭がニューススタジオで受けるかたちで各地の中継などを入れながら詳報を伝えた。
テレビ東京系では、23時からの『ワールドビジネスサテライト』で、現場からの生中継映像に合わせ、テレビ愛知 林記者による電話リポートが複数回放送された。 
岐阜放送（独立局）では、ラジオでは22時台の生番組にニュース速報を複数回入れ、その中ではアナウンサーの本地洋一が名古屋空港に入り電話で現場リポートを行った。テレビでも24時35分から10分間の特設ニュースを放送。アナウンサーの伊藤伸久が担当し、『ワールドビジネスサテライト』で使用された現場中継画像を用いた放送を行った。
兵庫県のサンテレビ（独立局）では事故発生を確認後も飛行機ならびに空港をテーマにしたホラー映画『墜落大空港』を予定通りに放送した。
ラジオでの報道対応の一例として、朝日放送（ABCラジオ）は阪神対ヤクルトの野球中継を放送していたが事故直後から野球中継中に炎上している様子など事故の様子の一部を伝えていた。試合終了後は『ABCミュージックパラダイス』の内容を変更し、随時事故のニュースを伝えたのをはじめ、翌日の未明から早朝に放送される『もうすぐ夜明けABC』も休止の上、事故のニュースを伝え続けた。
名古屋空港を取材ヘリの基地とし、カメラマンを常駐させていた中日新聞は墜落直後の写真を撮影し、その報道写真は新聞協会賞を受賞した。